# New Jazz Conceptions
New Jazz Conceptions (с англ. — «Новые джазовые концепции») — дебютный альбом американского джазового пианиста Билла Эванса, выпущенный Riverside Records в 1956 году.

## История создания
Продюсер Riverside Оррин Кипньюс принял решение о записи Билла Эванса, прослушав плёнку с записью его игры, хотя ему пришлось убеждать Эванса, который не был уверен, что готов к записи в качестве лидера. В партнёры для записи Эванс выбрал барабанщика Пола Мотяна (Paul Motian), с которым у него был опыт игры у Тони Скотта, и молодого контрабасиста Тедди Котика (Teddy Cotick), успевшего поиграть с Чарли Паркером и Стэном Гетцем.
Одиннадцать тем вошли в альбом, в том числе авторская пьеса Эванса «Waltz For Debbie», ставшая впоследствии наиболее узнаваемой и широко исполняемой композицией Эванса.
Альбом переиздан с бонус-треком на CD в 1987 году.

## Отзывы
Несмотря на позитивные отзывы, появившиеся в журналах Downbeat и Metronome, New Jazz Conceptions после выпуска был коммерчески провальным, за первый год было продано только 800 копий.
Критик Скотт Яноу в рецензии для Allmusic отметил: «Дебютный альбом Эванса в качестве лидера обнаружил 27-летнего пианиста звучащим сильно иначе, нежели обычно испытавшие влияние Бада Пауэлла пианисты того времени». В то же время Дэвид Рикерт (All About Jazz) отмечает определённое влияние Пауэлла и также пишет, что хотя это и «хороший альбом фортепианного джаза, но, в конечном счёте, не слишком хороший альбом Билла Эванса… Здесь есть проблески будущего „фирменного стиля“ Эванса».

## Список композиций
| №                   | Название                                       | Автор(ы)                             | Длительность |
| ------------------- | ---------------------------------------------- | ------------------------------------ | ------------ |
| 1.                  | «I Love You»                                   | Cole Porter                          | 3:52         |
| 2.                  | «Five»                                         | Bill Evans                           | 3:59         |
| 3.                  | «I Got It Bad And That Ain't Good» (ф-но соло) | Paul Francis Webster, Duke Ellington | 1:35         |
| 4.                  | «Conception»                                   | George Shearing                      | 4:44         |
| 5.                  | «Easy Living»                                  | Leo Robin, Ralph Rainger             | 3:51         |
| 6.                  | «Displacement»                                 | Bill Evans                           | 2:34         |
| 7.                  | «Speak Low»                                    | Kurt Weill, Ogden Nash               | 5:07         |
| 8.                  | «Waltz For Debbie» (ф-но соло)                 | Bill Evans                           | 1:18         |
| 9.                  | «Our Delight»                                  | Tadd Dameron                         | 4:44         |
| 10.                 | «My Romance» (ф-но соло)                       | Richard Rodgers, Lorenz Hart         | 1:58         |
| 11.                 | «No Cover, No Minimum (Take 1)» (Бонус трек)   | Bill Evans                           | 8:09         |
| 12.                 | «No Cover, No Minimum»                         | Bill Evans                           | 7:32         |
| Общая длительность: | Общая длительность:                            | Общая длительность:                  | 50:00        |

## Участники
- Билл Эванс - ф-но
- Тедди Котик - контрабас
- Пол Мотян - ударные